# ألفرد سكوت (سياسي)
ألفرد سكوت (بالإنجليزية: Alfred Henry Scott)‏ هو سياسي بريطاني (وحمل سابقاً جنسية المملكة المتحدة لبريطانيا العظمى وأيرلندا)، ولد في 24 يونيو 1868، وتوفي في 17 يوليو 1939. حزبياً، نشط في الحزب الليبرالي. في الانتخابات العامة في المملكة المتحدة 1906 ‏، انتخب عضو برلمان المملكة المتحدة الـ28 عن دائرة أشتون-أندر-لاين (12 يناير 1906 – 10 يناير 1910) وفي الانتخابات العمومية البريطانية في يناير 1910 ‏، انتخب عضو برلمان المملكة المتحدة الـ29 عن دائرة أشتون-أندر-لاين (15 يناير 1910 – 28 نوفمبر 1910).